# Kowan-Nafadji
 (mars 2016).
Kowan-Nafadji est un village de Guinée qui se trouve à 12 kilomètres de la sous-préfecture de Tokounou et à 115 kilomètres de la préfecture de Kankan. Il est situé à 446 mètres d'altitude.